# Torneo Interbritannico 1927
Il Torneo Interbritannico 1927 fu la trentanovesima edizione del torneo di calcio conteso tra le Home Nations dell'arcipelago britannico. Il torneo fu vinto unitamente da Scozia ed Inghilterra.

## Risultati
| Data             | Luogo     | Squadra 1   | Risultato | Squadra 2   |
| ---------------- | --------- | ----------- | --------- | ----------- |
| 20 ottobre 1926  | Liverpool | Inghilterra | 3 - 3     | Irlanda     |
| 30 ottobre 1926  | Glasgow   | Scozia      | 3 - 0     | Galles      |
| 12 febbraio 1927 | Wrexham   | Galles      | 3 - 3     | Inghilterra |
| 21 febbraio 1927 | Belfast   | Irlanda     | 0 - 2     | Scozia      |
| 2 aprile 1927    | Glasgow   | Scozia      | 1 - 2     | Inghilterra |
| 9 aprile 1927    | Cardiff   | Galles      | 2 - 2     | Irlanda     |

## Classifica
| Pos | Squadra     | Pti | G | V | N | P | GF | GS |
| --- | ----------- | --- | - | - | - | - | -- | -- |
| 1   | Scozia      | 4   | 3 | 2 | 0 | 1 | 6  | 2  |
| 1   | Inghilterra | 4   | 3 | 1 | 2 | 0 | 8  | 7  |
| 3   | Irlanda     | 2   | 3 | 0 | 2 | 1 | 5  | 7  |
| 3   | Galles      | 2   | 3 | 0 | 2 | 1 | 5  | 8  |

## Vincitori
| Campioni 1927 Scozia |

| Inghilterra |